# Université d'État du lac Supérieur
L'université d'État du lac Supérieur (en anglais : Lake Superior State University ou Lake State, Lake Superior State ou bien encore LSSU) est une université américaine située à Sault Ste. Marie, au sud-est du lac Supérieur, dans le Michigan.